# Faiditus xiphias
Faiditus xiphias är en spindelart som först beskrevs av Tord Tamerlan Teodor Thorell 1887.  Faiditus xiphias ingår i släktet Faiditus och familjen klotspindlar. Inga underarter finns listade i Catalogue of Life.